# La Ferrière (Côtes-d'Armor)
La Ferrière foi uma antiga comuna francesa na região administrativa da Bretanha, no departamento Côtes-d'Armor. Estendia-se por uma área de 15,67 km². Em 2010 a comuna tinha 455 habitantes (densidade: 29 hab./km²).
Em 1 de janeiro de 2016, passou a formar parte da nova comuna de Les Moulins, posteriormente renomeada Plémet em dezembro de 2017.